# Norman General
Norman General, född 18 oktober 1893, död 14 augusti 1974, var en friidrottare från Kanada. Han deltog vid olympiska sommarspelen 1920.